# Orincles
Orincles – miejscowość i gmina we Francji, w regionie Oksytania, w departamencie Pireneje Wysokie.
Według danych na rok 1990 gminę zamieszkiwało 236 osób, a gęstość zaludnienia wynosiła 40 osób/km² (wśród 3020 gmin regionu Midi-Pireneje Orincles plasuje się na 827. miejscu pod względem liczby ludności, natomiast pod względem powierzchni na miejscu 1417.).